# Siméon Denis Poisson

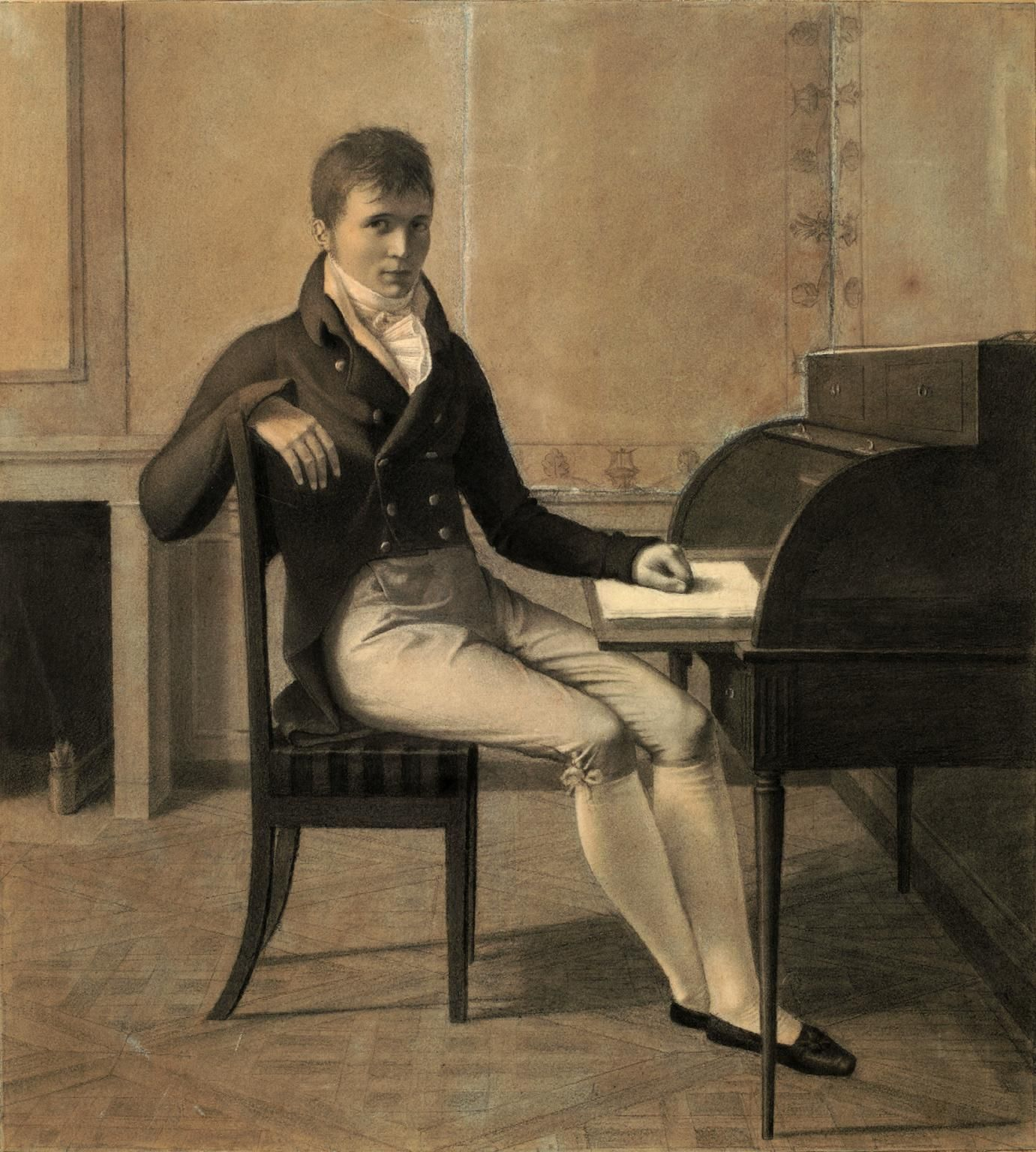
Siméon Denis Poisson, 1804 (E. Marcellot).

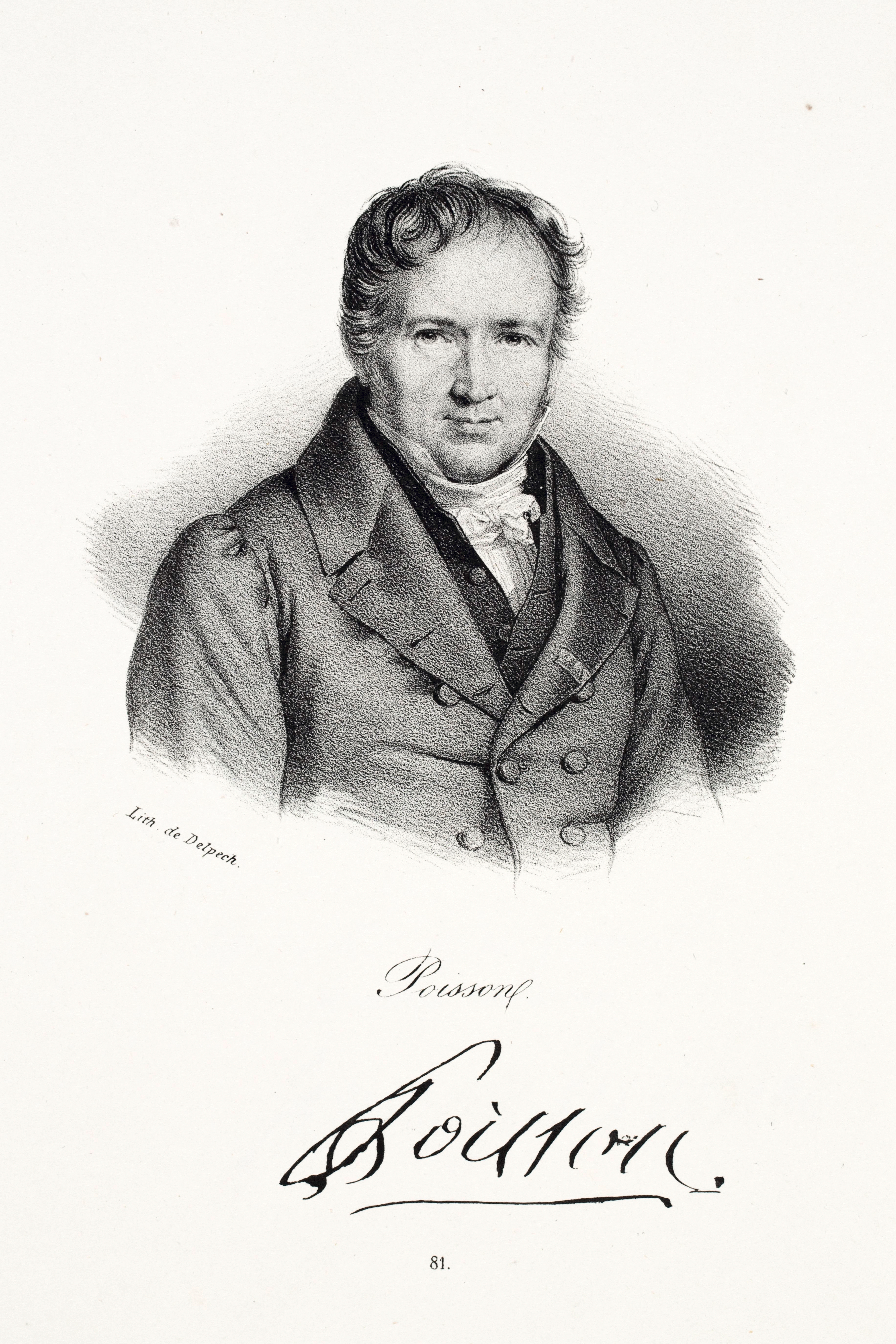
Siméon Denis Poisson, vor 1840 (F.-S. Delpech nach N.-E. Morin).

Siméon Denis Poisson (* 21. Juni 1781 in Pithiviers (Département Loiret); † 25. April 1840 in Paris) war ein französischer Physiker und Mathematiker.

## Werdegang
Er wurde als Sohn des Soldaten und späteren Verwaltungsbeamten Siméon Poisson in Pithiviers geboren. Der Vater wurde vor der Revolution in der Armee vom Adel benachteiligt und begrüßte deshalb die Revolution, machte sich „verdient“ und wurde Präsident des Distrikts Pithiviers. Nach dem Wunsch seines Vaters sollte Poisson Arzt werden. Zu diesem Zweck schickte man ihn zur Ausbildung zu einem Onkel nach Fontainebleau, der dort als Arzt und Chirurg praktizierte. Diese Ausbildung brach er jedoch ab, weil sie ihn nicht interessierte und er mit den Händen ungeschickt war. Im Jahre 1796 wurde Poisson an die École centrale in Fontainebleau geschickt, einer vom Direktorium, Le Directoire, gegründeten Schule. Durch seine guten mathematischen Leistungen und die Beziehungen des Vaters wurde ihm ein Studium an der École polytechnique in Paris empfohlen und ermöglicht. Poisson profitierte davon, dass Berufe nicht mehr vom Adel kontrolliert wurden, und Bildung für jedermann möglich sein sollte.
Dort, an der École Polytechnique, begann Poisson 1798 Mathematik zu studieren, wo er die Bekanntschaft von Pierre-Simon Laplace und Joseph-Louis Lagrange machte. Schon im Jahre 1800 beendete er erfolgreich sein Studium mit einer Abschlussarbeit über Étienne Bézouts Theorem und dessen Gleichungstheorie. Bereits 1802 wurde er dort Professor und übernahm 1806 den Lehrstuhl von Jean Baptiste Joseph Fourier, nachdem dieser von Napoleon nach Grenoble geschickt worden war. Der in seinem letzten Studienjahr geschriebene Artikel zu Bézouts Satz war von solcher Qualität, dass er das Studium ohne Abschlussprüfung beenden konnte und sofort als Repetitor an der École Polytechnique eingestellt wurde. (Das war ungewöhnlich, normalerweise musste man einen Umweg über einen Aufenthalt in der Provinz machen.) Vorher stand die Stelle des 76-jährigen Bossut zur Diskussion, aber der lebte noch weitere sieben Jahre, der Weg in die mathematische Fakultät war versperrt. Die Stelle von Monge war vakant, aber da Monge seine Forschung auf Darstellende Geometrie ausgerichtet hatte, lehnte Poisson ab, weil er mit seinen ungeschickten Händen gegen geometrische Konstruktionen und das Zeichnen von Diagrammen abgeneigt war. (Für den öffentlichen Dienst war das ein unüberwindliches Hindernis. So wandte er sich der „reinen“ Wissenschaft zu.) Poisson war politisch nicht engagiert, sondern mit Mathematik, Unterricht und der École ausgelastet, sodass er eine gegen Napoleon gerichtete Aktion der Studenten verhinderte, nicht weil er für Napoleon war, sondern weil er um die École fürchtete. Das schadete ihm nicht, denn Napoleons Apparat wertete das als Unterstützung. Er beschäftigte sich derweil mit dem Verhältnis gewöhnlicher zu partiellen Differentialgleichungen. Im Besonderen untersuchte er das physikalische Problem des Pendels im zähen (widerstrebenden, reibenden) Medium und beschäftigte sich mit Akustik. Diese Studien waren wegen seiner Ungeschicklichkeit rein theoretisch:

„Poisson … war es zufrieden, mit den Wechselfällen der experimentalen Forschung völlig unvertraut zu sein. Es ist unwahrscheinlich, dass er jemals eine experimentelle Messung versuchte, noch per Hand eine Versuchanordnung entwarf.“

Ab Juli 1807 wurde er in den Mémoires de Physique et de Chimie de la Société d’Arcueil als Mitglied der Société d’Arcueil erwähnt. 1808 arbeitete er für das Bureau des Longitudes (Vermessung), 1809 berief ihn die neugegründete Faculté des Sciences zum Vorsitz der Abteilung Mechanik.
1808 und 1809 veröffentlichte Poisson drei wichtige Artikel für die Académie des Sciences, deren Mitglied er 1812 wurde, die seine Arbeitsweise zeigten. Als Erstes untersuchte er mit Über die Unregelmässigeit der mittleren Bewegung der Planeten ein von Laplace und Lagrange behandeltes Problem der Störungen der Planetenläufe mittels Reihenentwicklungen und Näherungslösungen. Diese Art Probleme interessierte ihn:

„… er mochte besonders ungelöste Fragen, die von anderen schon behandelt waren, oder Bereiche, in denen noch Arbeit zu erledigen blieb …“

Die Arbeit Über die Variation der (beliebigen) Konstanten in Fragen der Mechanik war Folge von Lagranges Entwicklungen. Er gab eine Neuausgabe von Clairauts Die Form der Erde heraus, und in Erweiterung bestätigte es den newton-huygensschen Glauben, dass die Erde an den Polen abgeflacht war. 1811 veröffentlichte er seine außergewöhnlich verständigen Vorlesungen zur Mechanik an der École Polytechnique.
Louis Malus wurde krank und die Abteilung Physik des Instituts wurde vakant. Die Mathematiker beabsichtigten, Poisson auf die Stelle zu setzen, als sie das Thema Elektrizität des Grand Prix festlegten, um Poissons Chancen zu steigern.
Poisson machte schon vor Malus Tod 1812 Fortschritte bei dem Thema. Er übermittelte den ersten Teil an die Akademie mit dem Titel Über die Verteilung der Elektrizität auf der Oberfläche leitender Körper. Wie die Mathematiker beabsichtigt hatten, war das entscheidend für die Wahl zu Malus Nachfolge.
Außerdem bedeutete es eine Ausrichtung weg von der experimentellen Forschung zur theoretischen, was als bestimmend für die Physik infolge von Laplace erachtet wurde.
Poisson übernahm weitere Verpflichtungen, als Prüfer an der École Militaire und im Folgejahr bei den Abschlussprüfungen der École Polytechnique.
Poissons Arbeitspensum ist bemerkenswert, neben Forschung und Lehre organisierte er die mathematischen Angelegenheiten in Frankreich. 1817 heiratete er Nancy de Bardi, ein in England geborenes Waisenkind emigrierter Eltern, er hatte mit ihr vier Kinder, womit eine weitere Verpflichtung hinzukam und dennoch konnte er noch mehr Aufgaben übernehmen. Seine Forschung deckte weite Bereiche angewandter Mathematik ab.
Obwohl er keine neuen Theorien aufstellte, erweiterte er bestehende maßgeblich, indem er oft bei den Theorien Anderer als Erster das Bezeichnende herausarbeite und erkannte.
Einige Themen nach seiner Wahl in die Akademie:
1813 untersucht er das Potential im Innern sich anziehender Massen mit Ergebnissen, die in der Elektrostatik Anwendung fanden. Er schrieb ein großes Werk über Elektrizität und Magnetismus, danach über elastische Oberflächen. Es folgten Artikel über die Schallgeschwindigkeit in Gasen, Vorschläge zur Wärmelehre und zu elastischen Schwingungen. 1815 veröffentlicht er eine Arbeit, die Fourier verärgerte:

„Poisson hat zu viel Talent, um es an die Arbeit Anderer zu wenden. Es zu nutzen, nur um Bekanntes zu entdecken, heißt es verschwenden ....“

Fourier macht gültige Einwendungen gegen Poissons Argumente in dessen Arbeiten, die dieser in späteren Abhandlungen 1820 und 1821 verbesserte.
1823 veröffentlichte Poisson zur Wärmelehre mit Ergebnissen, die Sadi Carnot beeinflussten. Viele Anregungen nahm Poisson von Laplace, insbesondere bei Arbeiten zu relativen Schallgeschwindigkeiten und Anziehungskräften. Diese späteren Arbeiten waren auch vom früheren James Ivory beeinflusst. Poissons Arbeit zu Anziehungskräften sollte Greens Hauptarbeit von 1828 beeinflussen, was Poisson nicht zur Kenntnis nahm.
In den Untersuchungen zur Wahrscheinlichkeit der Urteile in Kriminalfällen und Zivilfällen, einer wichtigen Arbeit zur Wahrscheinlichkeitsrechnung, 1837 veröffentlicht, erscheint erstmals die Poisson-Verteilung. Die Poisson-Verteilung beschreibt die Wahrscheinlichkeit, dass ein Zufallsereignis in einem Zeit- oder Raumintervall stattfindet unter der Bedingung, dass das Eintreffen sehr unwahrscheinlich ist, aber die Anzahl der Versuche groß, sodass das Ereignis tatsächlich einige Male eintritt. Er führte dabei auch den Ausdruck des „Gesetzes der großen Zahl“ ein. Obwohl die Arbeit heute als sehr wichtig betrachtet wird, fand sie zu ihrer Zeit wenig Beachtung, außer in Russland, wo Pafnuti Lwowitsch Tschebyschow die Ideen weiterentwickelte.
Poisson teilte nicht die chauvinistische Haltung vieler Wissenschaftler seiner Zeit. Lagrange und Laplace wollten Fermat als Erfinder der Differential- und Integralrechnung wissen, er war immerhin Franzose im Gegensatz zu Leibniz und Newton. Poisson schrieb aber 1831:

„Dieser [Differential- und Integral-] Kalkül besteht in einer Anzahl von Regeln … und nicht in der Verwendung von unendlich kleinen Größen … und in dieser Hinsicht seiner Gründung ist er nicht älter als Leibniz, der Autor des Algorithmus und der Notation, die sich allgemein durchgesetzt hat.“

Er veröffentlichte zwischen drei- und vierhundert mathematische Arbeiten. Trotz dieses großen Ausstoßes arbeitete er jeweils nur immer an einem einzigen Thema.

„Poisson wollte sich nie mit zwei Dingen zur gleichen Zeit beschäftigen; wenn er im Zuge seiner Arbeit einem Forschungsprojekt begegnete, das keine unmittelbare Verbindung mit dem, was er zu der Zeit tat, bildete, begnügte er sich damit, ein paar Worte in sein kleines Heft zu schreiben. Die Personen, mit denen er gewöhnlich über seine wissenschaftlichen Ideen kommunizierte, wussten, dass, sobald eine Abhandlung fertig war, er ohne Unterbrechung zu einem anderen Thema überging, und dass er üblicherweise aus seinem Heft die Fragen wählte, mit denen er sich beschäftigen sollte. Diese Art vorherzusehen, welche Probleme eine gewisse Aussicht auf Erfolg bieten und in der Lage zu sein, auf sie zu warten, bevor man sich ihnen widmete, zeugt von einem eindringlichen und methodischen Geist.“

Poissons Name ist mit einer Vielzahl von Ideen verknüpft:
Poisson-Integral, Poisson-Gleichung in der Potentialtheorie, Poisson-Klammern bei Differentialgleichungen, Poisson-Transformation, Poisson-Verhältnis in der Elastizitätslehre, Poissonkonstante in der Elektrizität.
Er stand bei anderen französischen Mathematikern kaum in Achtung, weder zu Lebzeiten noch nach seinem Tod. Sein Ruf nährte sich aus der Achtung, die er bei ausländischen Mathematikern genoss, die die Wichtigkeit seiner Ideen eher erkannten.
Poisson war nur der Mathematik verschrieben. François Arago (1786–1853) schreibt Poisson das Zitat zu:

« La vie n’est bonne qu’à deux choses: à faire des mathématiques et à les professer. »

„Das Leben ist nur zu zwei Dingen gut: um Mathematik zu machen und sie zu lehren.“

Ab 1812 war er korrespondierendes und ab 1830 auswärtiges Mitglied der Preußischen Akademie der Wissenschaften. 1818 wurde er Fellow der Royal Society und 1820 der Royal Society of Edinburgh. 1822 wurde er in die American Academy of Arts and Sciences gewählt. Im Dezember 1826 wurde er Ehrenmitglied der Russischen Akademie der Wissenschaften in Sankt Petersburg.
Er ist namentlich auf dem Eiffelturm verewigt, siehe: Die 72 Namen auf dem Eiffelturm.
Der Mondkrater Poisson und der Asteroid (12874) Poisson sind nach ihm benannt.

## Wissenschaftliche Arbeit

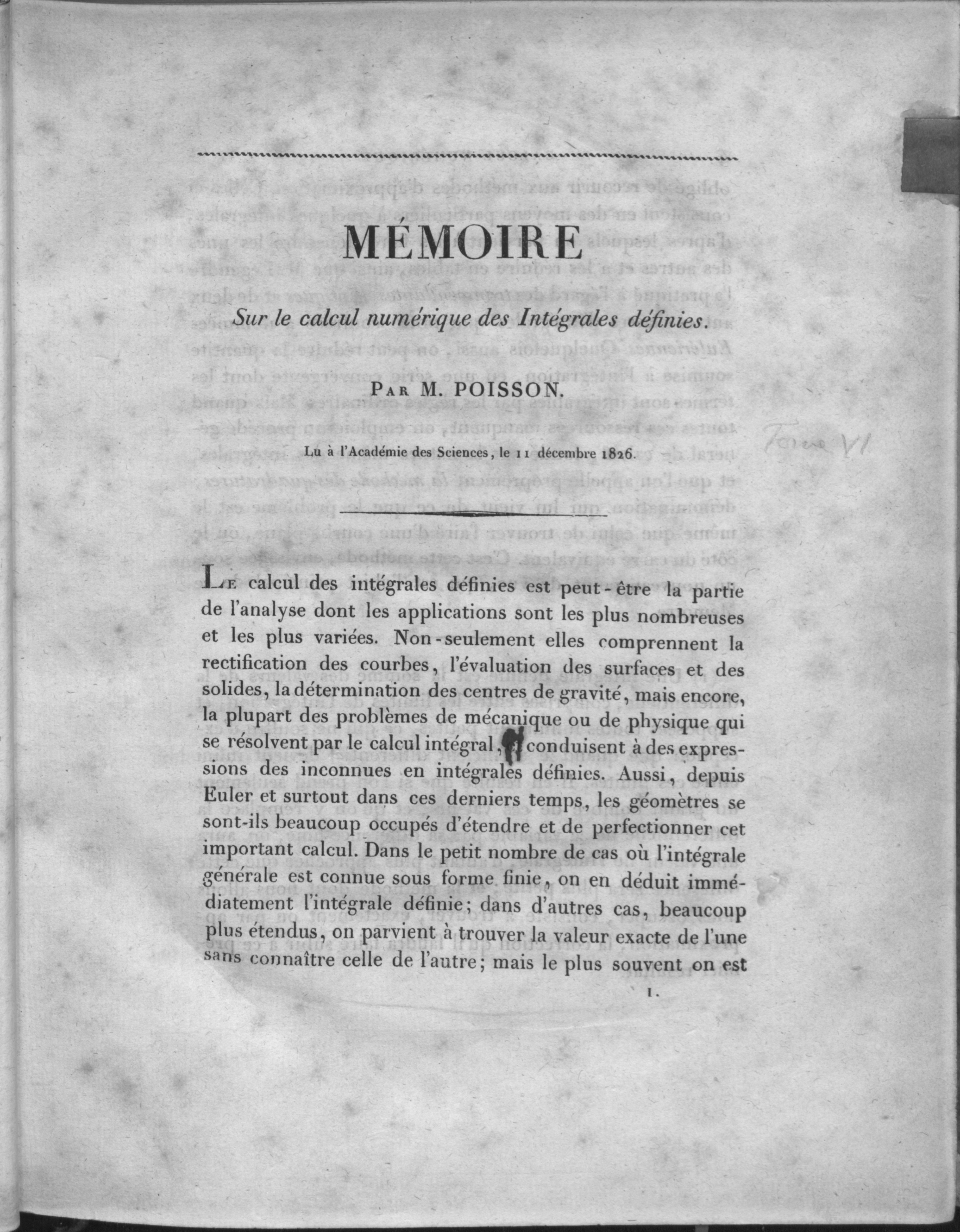
Mémoire sur le calcul numerique des integrales définies, 1826

Poisson war ein Schüler von Pierre Simon Laplace und beschäftigte sich mit den physikalischen Grundlagen von Wellen, arbeitete über Akustik, Elastizität und Wärme sowie über die elektrischen Eigenschaften von festen Körpern. 1812 publiziert er eine Erweiterung der Laplace-Gleichung um die Oberflächenladung. 1813 untersuchte Poisson das Potential im Innern anziehender Massen (nur innere Schichten liefern einen Kraftbeitrag, das Potential der äußeren Schichten ist null), und die Ergebnisse fanden in der Elektrostatik Anwendung; er leistete damit einen Beitrag zur Potentialtheorie. 1818 sagte er den Poisson-Fleck voraus, wenn Licht Wellencharakter haben sollte. Dies bezweifelte er allerdings. Er führte heftige Diskussionen mit Augustin Jean Fresnel als Verfechter der Wellentheorie des Lichts. Der Disput wurde durch den experimentellen Nachweis des Flecks durch François Arago beendet. 1838 veröffentlichte er seine Wahrscheinlichkeitstheorie. Darin enthalten war die Herleitung der Poisson-Verteilung.
Die Beziehung zwischen Druck {\displaystyle p} und Volumen {\displaystyle V} bei adiabatischer Zustandsänderung ging als Poissonsches Gesetz in die Physik ein:
{\displaystyle pV^{\gamma }=const.}
In der Thermodynamik, auch Kalorik oder Wärmelehre genannt, spricht man eher von den Poissonschen Gleichungen:
{\displaystyle TV^{\gamma -1}={\text{const.}}}
{\displaystyle pV^{\gamma }={\text{const.}}}
{\displaystyle {\frac {T^{\gamma }}{p^{\gamma -1}}}={\text{const.}}}
Dabei ist {\displaystyle \gamma } der sogenannte Adiabatenexponent (oft auch {\displaystyle \kappa } genannt).
Nach Poisson ist auch die Poissonzahl {\displaystyle \nu } benannt. Sie gibt an, in welchem Verhältnis die elastische Längsdehnung {\displaystyle \epsilon } und die gleichzeitig eintretende elastische Querkontraktion {\displaystyle \epsilon _{q}} zueinander stehen, wenn ein Stab auf Zug beansprucht wird. Die Poissonzahl, auch Querkontraktionszahl genannt, liegt bei gewöhnlichen Materialien zwischen 0 und 0,5.
Als Mathematiker arbeitete Poisson auf vielen Gebieten, unter anderem der Differentialgeometrie, Infinitesimalrechnung und Wahrscheinlichkeitsrechnung. Mehrere mathematische Begriffe sind mit seinem Namen verbunden, z. B. Poissonsche Integralformel, Poisson-Kern, Poisson-Verteilung, Poisson-Gleichung, Poissonzahl, Poisson-Algebra und Poisson-Klammer. Insgesamt veröffentlichte er über 300 Arbeiten.
Das erste veröffentlichte Beispiel einer Auswertung eines Integrals durch einen Integrationsweg im Komplexen stammte von Poisson (1820), der aber die damals noch unveröffentlichte Arbeit von Cauchy von 1814 kannte.
Nachdem die Gesetze der Deviation von Matthew Flinders gefunden worden waren, stellte Poisson sie in mathematischer Form dar.